# Gligg records
gligg records is een Duits platenlabel, dat gespecialiseerd is in avant-garde-muziek: experimentele en avant-gardejazz, geïmproviseerde muziek en nieuwe muziek.
Ook houdt het zich bezig met het gesproken woord en beeldende kunst. Het werd in 2010 in Schiffweiler (Saarland) opgericht door de trombonist Christof Thewes. Saarland is een gebied met een kolenmijnhistorie en het platenlabel weerspiegelt dat. Als de mijnwerker naar beneden ging, zei hij altijd: 'Gligg' ('geluk'). Het motto van het label is: A "mining" label for "mining" artists. Op het label zijn zo'n vijftig CD's uitgekomen (2017), onder meer van Tomas Ulrich, Christof Thewes, Olaf Rupp, Simon Camatta, Die Dicken Finger, Frederic Rzewski/Stefan Litwin, Paul Hubweber/DJ Sniff, Achif Kaufmann/Frank Gratkowski/Wilbert de Joode, Sebastian Gramss, Martin Schmidt, Barre Phillips en Frank Paul Schubert/uwe Oberg.